# Budeč (gord)
Budeč (Duits: Burg Budetsch) is een voormalige gord in de Tsjechische dorpen Zákolany en Kováry in het district Kladno. De gord ligt 17 km ten noordwesten van het centrum van Praag en wordt geassocieerd met prins Wenceslaus de Heilige. Thans resteert alleen nog de rotundavormige Sint-Petrus en Pauluskerk van rond het jaar 895. Het is daarmee het oudste nog bestaande gebouw van Tsjechië. In 1967 werd de locatie aangewezen als cultureel monument.

## Geografie
Budeč ligt op een hoogte van ongeveer 260 tot 280 meter, op een voorgebergte dat eindigt in een kilometerslange heuvel die zich uitstrekt van Brandýsek tot Zákolany. Aan de zuidwestkant heeft de vesting geen natuurlijke bescherming; aan de andere zĳden wel.

## Geschiedenis

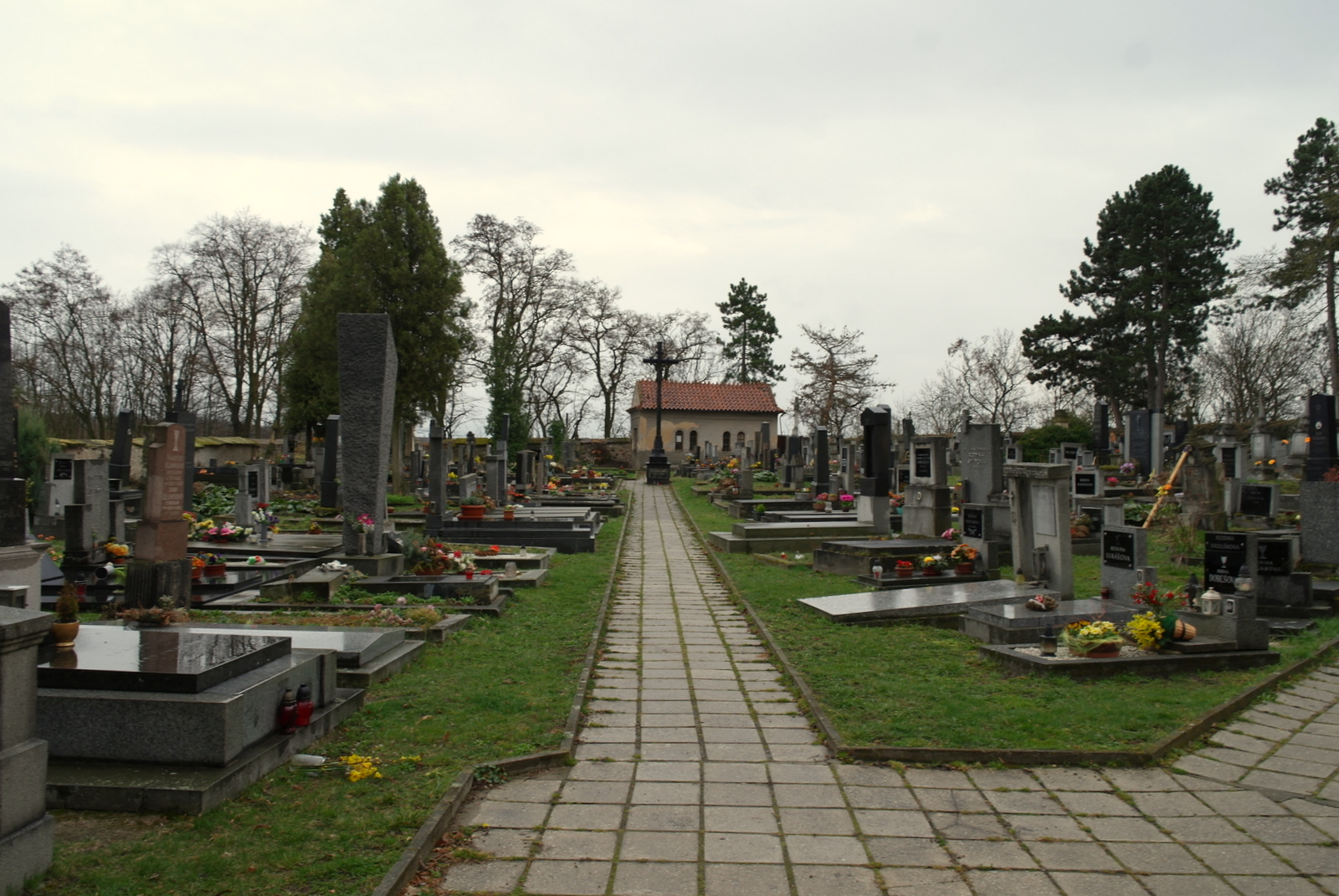
Begraafplaats

Uit schriftelijke bronnen blijkt dat Budeč al in de 10e eeuw een van de belangrijkste bolwerken van de Přemysliden was. Ergens tussen 895 en 905 stichtte prins Spytihněv I de Sint-Petrus en Pauluskerk, die er heden ten dage nog staat. De begraafplaats naast de kerk dateert uit de eerste helft van de 10e eeuw en werd alleen gebruikt voor christelĳke begravingen. In totaal zĳn er 56 graven te vinden.
Over Wenceslaus de Heilige wordt vermeld dat hĳ in zijn jeugd in Budeč verbleef en er alle psalmen uit zĳn hoofd leerde. Zo staat in het legendenboek Crescente fide:
Zijn vader, de gezegende prins Vratislav, stuurde hem naar een kasteel genaamd Budeč om te worden opgeleid door een priester genaamd Učen.
Kroniekschrijver Wenceslaus Hájek werkte dit verhaal later uit in zĳn kronieken, al wordt de inhoud ervan betwist.
In de 12e eeuw werd Budeč niet meer genoemd op lĳsten van belangrijke kastelen en kasteelbeheerders, waardoor de indruk wordt gewekt dat het kasteel van de gord niet langer een rol speelde in het toenmalige staatsbestuur. De gord bleef nog enkele eeuwen bewoond, maar geleidelĳk aan vertrokken de inwoners, waarna alleen de kerk, begraafplaats en restanten van de stadsmuren overbleven.
In 1967 werd Budeč uitgeroepen tot Nationaal Cultureel Monument. In 2011 volgde het omliggende natuurpark, dat waardevol is vanwege het bewaard gebleven landschapskarakter. In het gebied zĳn wandelroutes uitgezet door de Tsjechische Toeristenclub.

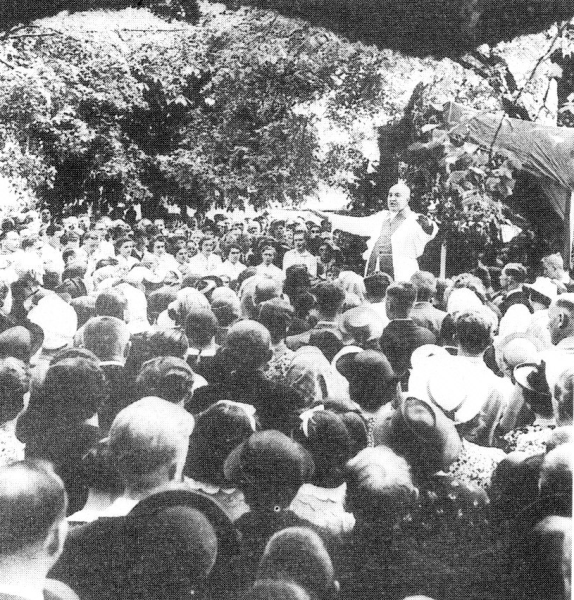
Bedevaart in 1939, in werkelĳkheid een demonstratie

In de 20e eeuw werd Budeč een populair katholiek bedevaartsoord. Er worden twee keer per jaar bedevaarten gehouden: eind juni is het feest van de beschermheiligen Petrus en Paulus en eind september de nationale Sint-Wenceslausbedevaart. In de zomer van 1939 werd de bedevaart nationale bedevaart gebruikt om te demonstreren tegen de Duitse bezetting van de Tsjecho-Slowaakse landen. Naast bedevaarten worden er meermaals per jaar diensten in de kerk gehouden, verzorgd door de parochie van Roztoky.
De kerk is 's zomers ieder weekend geopend voor toeristen. Ook worden er rondleidingen verzorgd door medewerkers van het Kladno Museum. Verder loopt er een wandelroute door het gebied. Het dichtstbijzijnde startpunt bereikbaar met het openbaar vervoer is station Zákolany, op ongeveer één kilometer afstand.

### Kerk van de Geboorte van de Maagd Maria

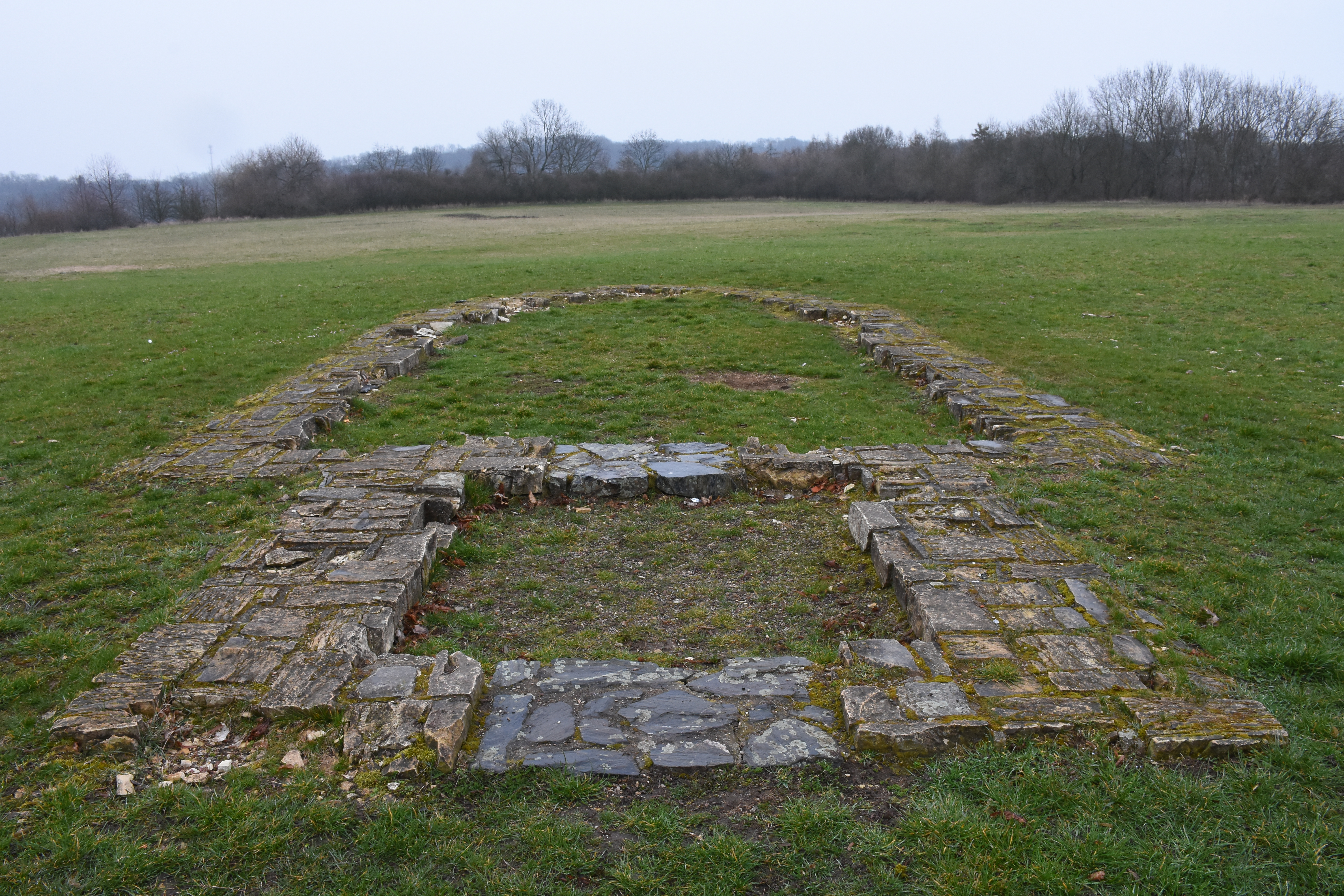
Stenen contouren van de kerk

Naast de Sint-Petrus en Pauluskerk was er nog een kerk in de gord: de Kerk van de Geboorte van de Maagd Maria. Uit archeologisch onderzoek is gebleken dat de kerk mogelĳk gebouwd werd in de tweede helft van de 10e eeuw. Het gebouw bestond uit een eenbeukig schip van ongeveer 10×5 meter en een hoefijzervormige apsis. In de 13e eeuw werd mogelĳk een toren aan de westgevel aangebouwd.
De eerste schriftelĳke vermelding van de kerk dateert van de 16e eeuw, toen kroniekschrijver Václav Hájek erover schreef. De kerk werd in 1786 tĳdens de hervormingen van Jozef II gesloten en enige tijd later gesloopt. De stenen werden naar verluidt aan het begin van de 19e eeuw gebruikt om een muur om het nabĳgelegen kerkhof te bouwen. Thans is er met stenen een reconstructie van de contouren van de kerk in het gras gemaakt.

## Archeologie

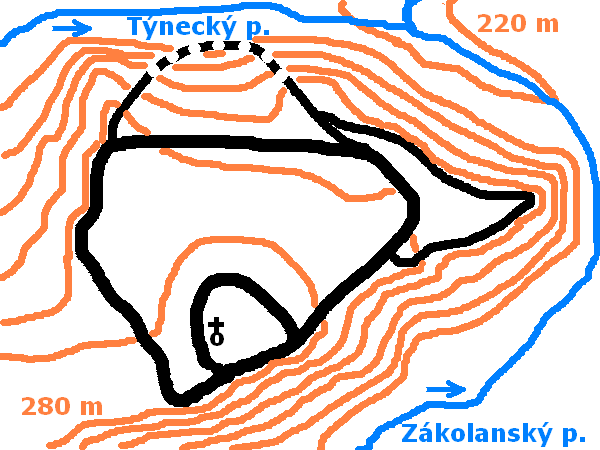
Schets van terreinsituatie

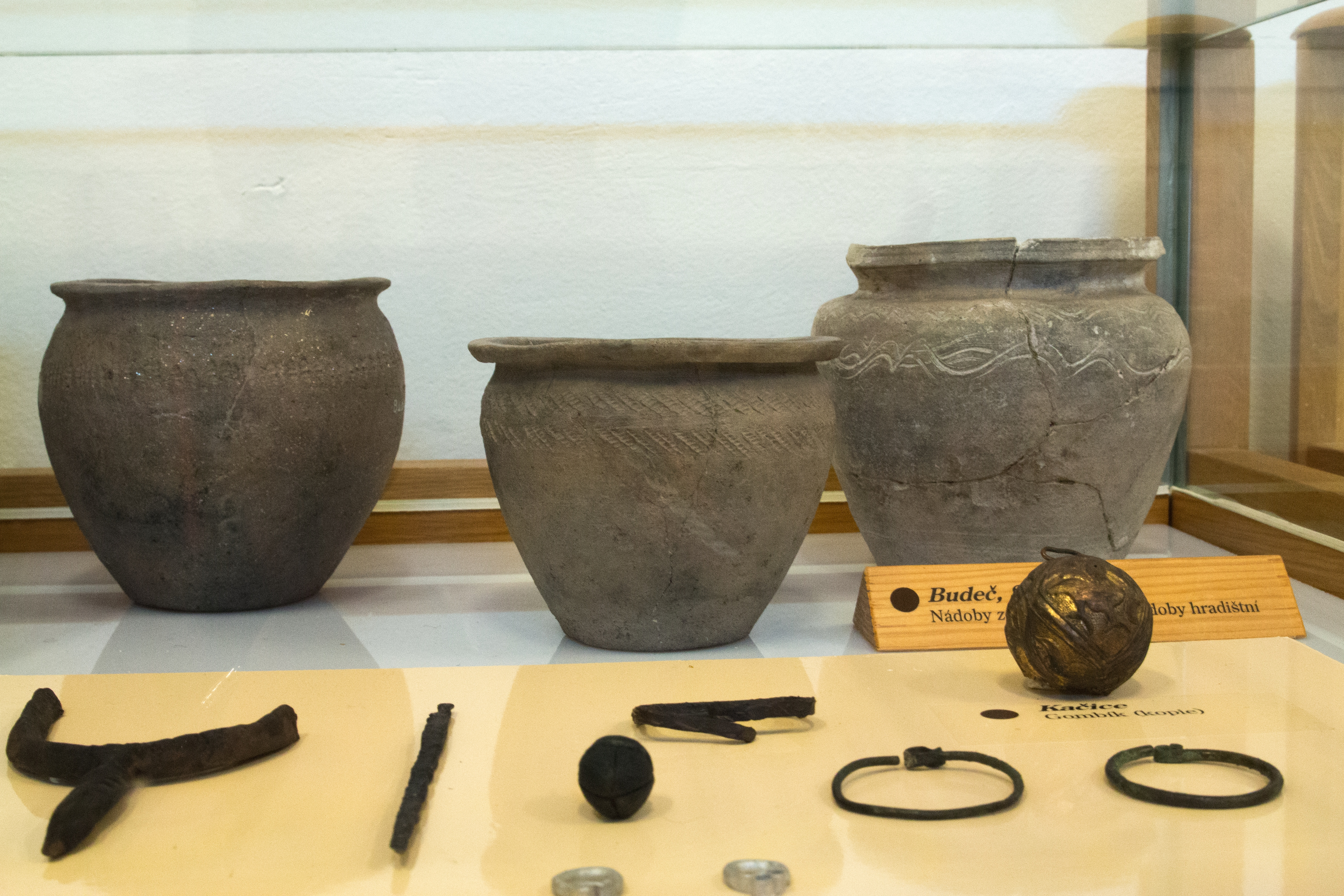
Archeologische vondsten (9e-11e eeuw)

De eerste archeoloog die Budeč onderzocht was Václav Krolmus in de jaren 1840. Langdurig systematisch onderzoek vond echter pas in de jaren 70 en 80 plaats, onder leiding van Zdeněk Váňa en Miloš Šolle. Ook Andrea Bartošková deed in de jaren 80 onderzoek, waarbĳ hĳ de situatie totaal opnieuw in kaart bracht.
Uit de archeologische vondsten is gebleken dat de heuvel al in prehistorie bewoond werd. De vroegste vondsten van bewoning dateren uit de grafheuvel- en Knovízcultuur. In laatstgenoemde periode werden de eerste stenen vestingwerken gebouw. De eerste versterking in de Slavische periode werd gebouwd op de resten van een prehistorische versterking, ergens in de 9e eeuw, mogelĳk tijdens het bewind van prins Bořivoj I. Ergens in de 10e eeuw werd een tweede vestingmuur aangebouwd. In de buurt van de gord, op een plek genaamd Na Týnici, is een massagraf met daarin de lĳken van ongeveer zestig personen aangetroffen. De personen waren waarschijnlijk krijgers uit de 10e eeuw.
Ergens in de late 10e of vroege 11e eeuw werd de tweede muur vervangen door een nieuwe. De muur was met een dikte van 11 meter massief te noemen en bevatte een uitstekende gracht. Tegen het einde van de 11e eeuw raakte de muur in verval en brokkelde af.

## Restanten
Het overgebleven deel van de gord bestaat uit twee hoofdassen:
- De binnenste as is een verhoogde, ovalen akropolis op het hoogste punt van het terrein en beslaat een gebied van meer dan 3 ha. De vestingmuren ervan hadden een omtrek van meer dan 700 meter. Op de akropolis staat tevens de Sint-Petrus en Pauluskerk, met op enkele tientallen meters afstand de locatie van de voormalige Kerk van de Geboorte van de Maagd Maria.

- De buitenste as is een driehoekige versterking van meer dan 19 ha die de akropolis aan de noordkant omringt. De fortificatie heeft een totale lengte van ongeveer 1,5 km. Sommige experts gaan ervan uit dat aan de nog resterende vestingmuren aan de noord- en oostzĳde kleinere vestingwerken zaten.

### Sint-Petrus en Pauluskerk
|                                                       |  |  |
| Sint-Petrus en Pauluskerk (links: 1892, rechts: 2008) |  |  |

Ergens tussen 895 en 905 stichtte prins Spytihněv I de Sint-Petrus en Pauluskerk, die er heden ten dage nog staat. Oorspronkelĳk was de kerk alleen gewĳd aan Sint Petrus. Het rotundavormige deel heeft een diameter van meer dan 8  meter. Het metselwerk is grotendeels oorspronkelĳk. De vierkante toren aan de noordzĳde werd in de tweede helft van de 12e eeuw gebouwd. In de kerk staat een stenen preekstoel uit de renaissance (1585). De sacristie werd in 1663 aangebouwd.
Het kerkinterieur werd op 2 augustus 1876 beschadigd door brand. Het grootste deel van het interieur, inclusief het hoofdaltaar, dateert van na de brand. Het vorige hoofdaltaar werd tussen 1926 en 1927 ontworpen door Štěpán Zálešák en gebouwd door beeldhouwer František Vavřich. In het midden werd een kruisbeeld van onbekende oorsprong uit het einde van de 16e eeuw geplaatst.
In de jaren 1990 werd de liturgische ruimte heringericht. Het hoofdaltaar werd toen overgebracht naar de kerk in Žilina. Het huidige stenen altaar dateert van 1994 en is een werk van beeldhouwer Petr Váňa.